# Club Deportivo Olímpic de Xàtiva
Club Deportivo Olímpic de Xàtiva é um clube de futebol espanhol, sediado na cidade de Xàtiva, na Comunidade Valenciana. Fundado em setembro de 1932, disputa atualmente a Tercera División (quarta divisão espanhola).

## História
Entre 1940 e 1977, revezou entre a Regional Preferente da Comunidade Valenciana (uma das ligas que integram as Divisiões Regionais da Espanha) e a Tercera División (quarta divisão nacional), disputando pela primeira vez a Segunda División B (terceira divisão) na temporada 1977–78, terminando em 8° lugar. Na edição seguinte, amargou o rebaixamento após terminar na última posição. 
Voltou a alternar entre a Regional Preferente e a quarta divisão por 32 temporadas, até obter novamente o acesso ao terceiro escalão do futebol espanhol em 2010–11, ao terminar na segunda posição de seu grupo. Em 2015–16, caiu novamente para a Tercera División, onde permanece desde então.
Jogou apenas 2 edições da Copa del Rey, tendo como seu melhor desempenho em 2013–14, quando chegou até a fase de 32-avos de final - chegou a segurar um empate sem gols contra o Real Madrid no jogo de ida.
Seu estádio é o Campo de Fútbol La Murta, com capacidade para receber 9.000 torcedores. As cores do Olímpic são branco e azul.

## Títulos
- Tercera División: 1958–59, 1959–60, 1960–61, 1986–87 e 2016–17

## Desempenho por temporada
| Temporada | Nível | Divisão  | Posição | Copa del Rey |
| --------- | ----- | -------- | ------- | ------------ |
| 1940–41   | 3     | 3ª       | 2°      |              |
| 1941–42   | 4     | Regional | —       |              |
| 1942–43   | 4     | Regional | —       |              |
| 1943–44   | 3     | 3ª       | 3°      |              |
| 1944–45   | 4     | Regional | —       |              |
| 1945–46   | 3     | 3ª       | 4th     |              |
| 1946–47   | 3     | 3ª       | 4°      |              |
| 1947–48   | 3     | 3ª       | 7°      |              |
| 1948–49   | 3     | 3ª       | 11°     |              |
| 1949–50   | 3     | 3ª       | 4°      |              |
| 1950–51   | 3     | 3ª       | 16°     |              |
| 51–52     | —     | Regional | —       |              |
| 55–56     | —     | Regional | —       |              |
| 1956–57   | 3     | 3ª       | 4°      |              |
| 1957–58   | 3     | 3ª       | 4°      |              |
| 1958–59   | 3     | 3ª       | 1°      |              |
| 1959–60   | 3     | 3ª       | 1°      |              |
| 1960–61   | 3     | 3ª       | 1°      |              |
| 1961–62   | 3     | 3ª       | 5°      |              |
| 1962–63   | 3     | 3ª       | 6°      |              |

| Temporada | Nível | Divisão    | Posição | Copa del Rey |
| --------- | ----- | ---------- | ------- | ------------ |
| 1963–64   | 3     | 3ª         | 8°      |              |
| 1964–65   | 3     | 3ª         | 5°      |              |
| 1965–66   | 3     | 3ª         | 16°     |              |
| 1966–67   | 3     | 3ª         | 13°     |              |
| 1967–68   | 3     | 3ª         | 17°     |              |
| 1968–69   | 4     | Regional   | —       |              |
| 1969–70   | 4     | Regional   | —       |              |
| 1970–71   | 4     | Reg. Pref. | 1°      |              |
| 1971–72   | 3     | 3ª         | 15°     |              |
| 1972–73   | 3     | 3ª         | 15°     |              |
| 1973–74   | 3     | 3ª         | 6°      |              |
| 1974–75   | 3     | 3ª         | 12°     |              |
| 1975–76   | 3     | 3ª         | 4°      |              |
| 1976–77   | 3     | 3ª         | 5°      |              |
| 1977–78   | 3     | 2ªB        | 8°      |              |
| 1978–79   | 3     | 2ªB        | 20°     |              |
| 1979–80   | 4     | 3ª         | 16°     |              |
| 1980–81   | 4     | 3ª         | 12°     |              |
| 1981–82   | 4     | 3ª         | 18°     |              |
| 1982–83   | 5     | Reg. Pref. | 9°      |              |

| Temporada | Nível | Divisão    | Posição | Copa del Rey |
| --------- | ----- | ---------- | ------- | ------------ |
| 1983–84   | 5     | Reg. Pref. | 9°      |              |
| 1984–85   | 5     | Reg. Pref. | 1°      |              |
| 1985–86   | 4     | 3ª         | 4°      |              |
| 1986–87   | 4     | 3ª         | 1°      |              |
| 1987–88   | 3     | 2ªB        | 4°      |              |
| 1988–89   | 3     | 2ªB        | 10°     |              |
| 1989–90   | 3     | 2ªB        | 10°     |              |
| 1990–91   | 3     | 2ªB        | 20°     |              |
| 1991–92   | 4     | 3ª         | 10°     |              |
| 1992–93   | 5     | Reg. Pref. | 2°      |              |
| 1993–94   | 5     | Reg. Pref. | 1°      |              |
| 1994–95   | 4     | 3ª         | 8°      |              |
| 1995–96   | 4     | 3ª         | 16°     |              |
| 1996–97   | 4     | 3ª         | 4°      |              |
| 1997–98   | 4     | 3ª         | 4°      |              |
| 1998–99   | 4     | 3ª         | 14°     |              |
| 1999–00   | 4     | 3ª         | 19°     |              |
| 2000–01   | 5     | Reg. Pref. | 5°      |              |
| 2001–02   | 5     | Reg. Pref. | 2°      |              |
| 2002–03   | 5     | Reg. Pref. | 3°      |              |

| Temporada | Nível | Divisão    | Posição | Copa del Rey  |
| --------- | ----- | ---------- | ------- | ------------- |
| 2003–04   | 5     | Reg. Pref. | 2°      |               |
| 2004–05   | 5     | Reg. Pref. | 3°      |               |
| 2005–06   | 5     | Reg. Pref. | 4°      |               |
| 2006–07   | 5     | Reg. Pref. | 1°      |               |
| 2007–08   | 4     | 3ª         | 19°     |               |
| 2008–09   | 5     | Reg. Pref. | 1°      |               |
| 2009–10   | 4     | 3ª         | 7°      |               |
| 2010–11   | 4     | 3ª         | 2°      |               |
| 2011–12   | 3     | 2ªB        | 9°      |               |
| 2012–13   | 3     | 2ªB        | 5°      |               |
| 2013–14   | 3     | 2ªB        | 10°     | 32-avos       |
| 2014–15   | 3     | 2ªB        | 8°      |               |
| 2015–16   | 3     | 2ªB        | 16°     |               |
| 2016–17   | 4     | 3ª         | 1°      |               |
| 2017–18   | 4     | 3ª         | 7°      | Primeira fase |
| 2018–19   | 4     | 3ª         | 3°      |               |

- 11 temporadas na Segunda División B (terceira divisão)
- 45 temporadas na Tercera División (quarta divisão)

## Jogadores famosos
- Edwin Congo
- Alberto
- Raúl Fabiani
- Nata
- Ángel Guirado
- Francis

## Treinadores famosos
- Benito Floro